# Dell City
Dell City ist eine Stadt (City) im Hudspeth County des Bundesstaats Texas in den USA. Das U.S. Census Bureau hat bei der Volkszählung 2020 eine Einwohnerzahl von 245 ermittelt.

## Lage und Umgebung
Dell City liegt im Norden des Hudspeth Countys, 148 Kilometer östlich von El Paso und 144 Kilometer nordwestlich von Van Horn. Die Stadt ist die nächstgelegene Siedlung zum Guadalupe-Mountains-Nationalpark.
Der Ort liegt inmitten der Chihuahua-Wüste. Dennoch ist mithilfe von Bewässerungsfeldbau Landwirtschaft möglich.

## Bevölkerung
Nach der Volkszählung 2010 lebten in Dell City 365 Menschen in 190 Wohneinheiten. Das Medianalter betrug 55,2 Jahre (Durchschnitt Texas: 34,3 Jahre). Zum Zeitpunkt der Volkszählung 2020 hatte Dell City 245 Einwohner in 165 Wohneinheiten und das mittlere Alter betrug 39,3 Jahre (Texas: 34,8 Jahre).

## Sonstiges
Der Film Tales from Dell City, Texas handelt von dem Bevölkerungs- und Grundwasserschwund in der Stadt.